# Chiesa di San Bartolomeo a Carmignanello
La chiesa di San Bartolomeo si trova in via di Carmignanello, nel comune di Sesto Fiorentino, in provincia di Firenze, arcidiocesi della medesima città, sul lato meridionale di Monte Morello (sentiero 4 CAI), in prossimità della Villa-convento di Carmignanello.

## Storia e descrizione
Nell'anno 1551 la popolazione del suo piccolo territorio, che partiva da Quinto arrivando alla Fonte dei Seppi era di 66 persone. Nel XVIII secolo venne aggregata a San Silvestro a Ruffignano.
All'esterno presenta il rivestimento con il tipico filaretto di pietra alberese, una piccola abside con una monofora centrale leggermente interrata rispetto al piano stradale, mentre dall'altro lato c'è il piccolo ingresso sormontato da un finestrone circolare. Completa la costruzione il campanile a vela, ormai privo di campane. Nell'insieme il piccolo edificio romanico si presenta severo ma aggraziato.
Attualmente il sagrato della chiesa, delimitato da un piccolo muretto, è completamente coperto dal prato, e una grata impedisce l'accesso all'interno della chiesa, che appare completamente spoglio.
Nelle carte topografiche la chiesa viene indicata come "cappella san Bartolomeo" a circa 349 metri sul livello del mare.